# Olof Sörling

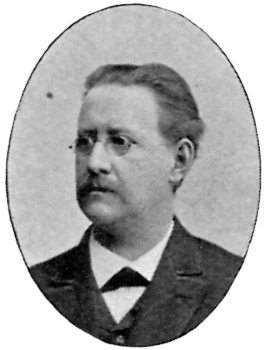
Porträtfoto von Olof Sörling

Carl Olof Efraim Sörling (geboren am 1. September 1852 in Stockholm; gestorben am 13. Juli 1927 ebenda) war ein schwedischer Grafiker, Pädagoge und Zeichner.

## Leben
Sörling war ein Sohn von Carl Olof Erik Sörling und dessen Frau Sofia Amalia Elisabeth (geborene Angberg). Er erhielt von 1869 bis 1875 eine künstlerische Ausbildung an der Königlichen Kunsthochschule in Stockholm. Er besuchte dort unter anderem Kurse für Radierung bei Léopold Lowenstam. Ab 1874 arbeitete er für die Kungliga Vitterhets Historie och Antikvitets Akademien und wurde 1890 technischer Zeichner der Akademie. Er unternahm mehrere Studienreisen nach Deutschland und Österreich (1873) und auch nach Dänemark. Seit 1881 war er Zeichenlehrer an der Höheren Allgemeinbildenden Mädchenschule in Södermalm. Sörling fertigte rund 70.000 Zeichnungen an. Viele Darstellung zeigen Antiquitäten, archäologische Fundstücke oder prähistorische Bauten, aber auch Architekturen und Ornamente. Für Hans Hildebrands Werk Sveriges medeltid lieferte er zahlreiche Holzschnitte. Er illustrierte unter anderem La civilisation primitive en Italie und Minnen från vår forntid von Oscar Montelius oder Die altgermanische Thierornamentik von Bernhard Salin und trug so zu anschaulichen Veröffentlichungen schwedischer Archäologen bei. Auch für ethnologische Werke von Adolf Erik Nordenskiöld und August Strindberg lieferte er Zeichnungen.
Im Jahr 1878 heiratete er Anna Mathilda (geborene Lindblom; * 1854), eine Tochter von Kristian August Lindblom und Lovisa (geborene Jansson).

## Werke (Auswahl)
Zeichnungen

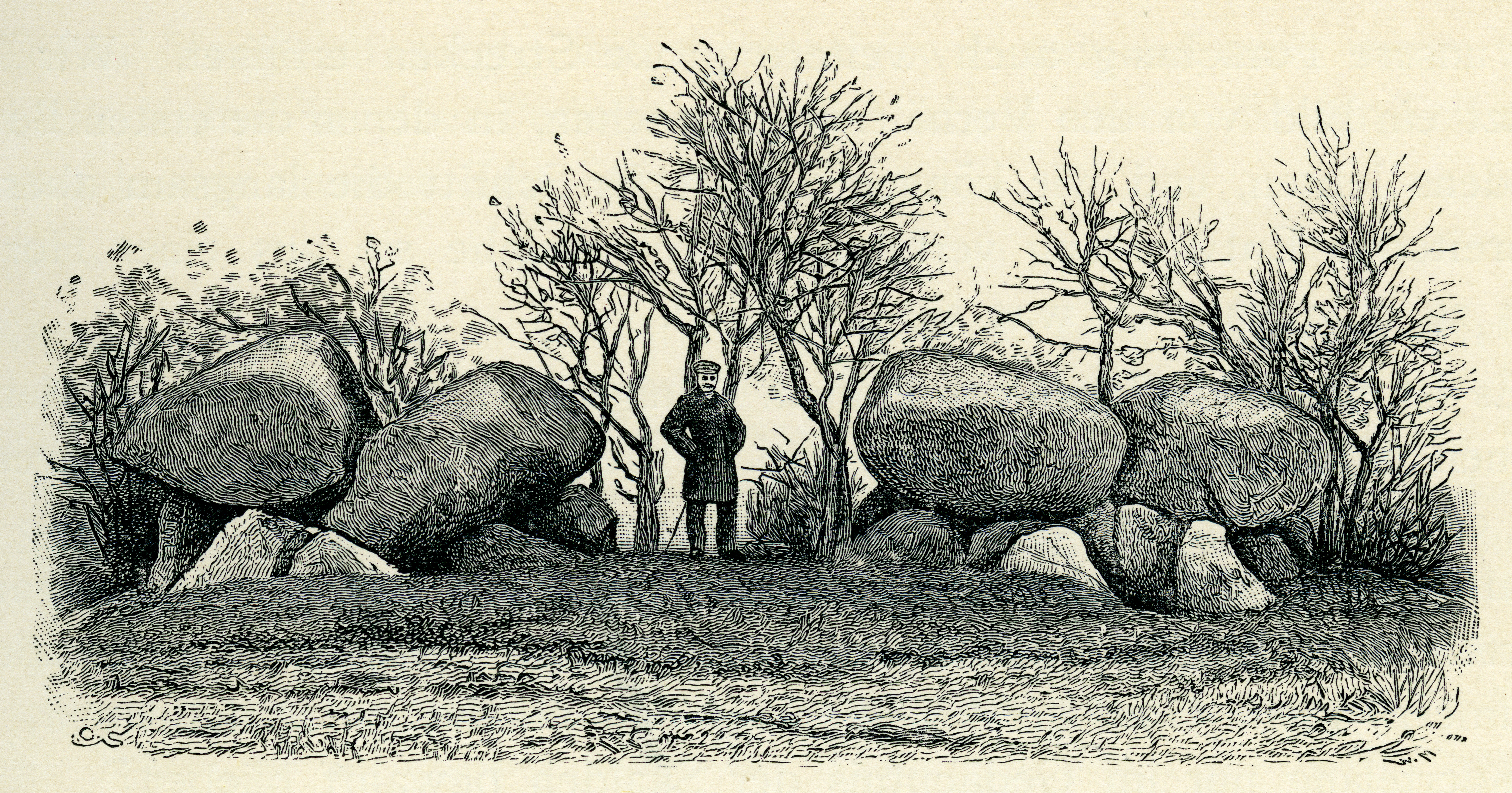
Großsteingrab

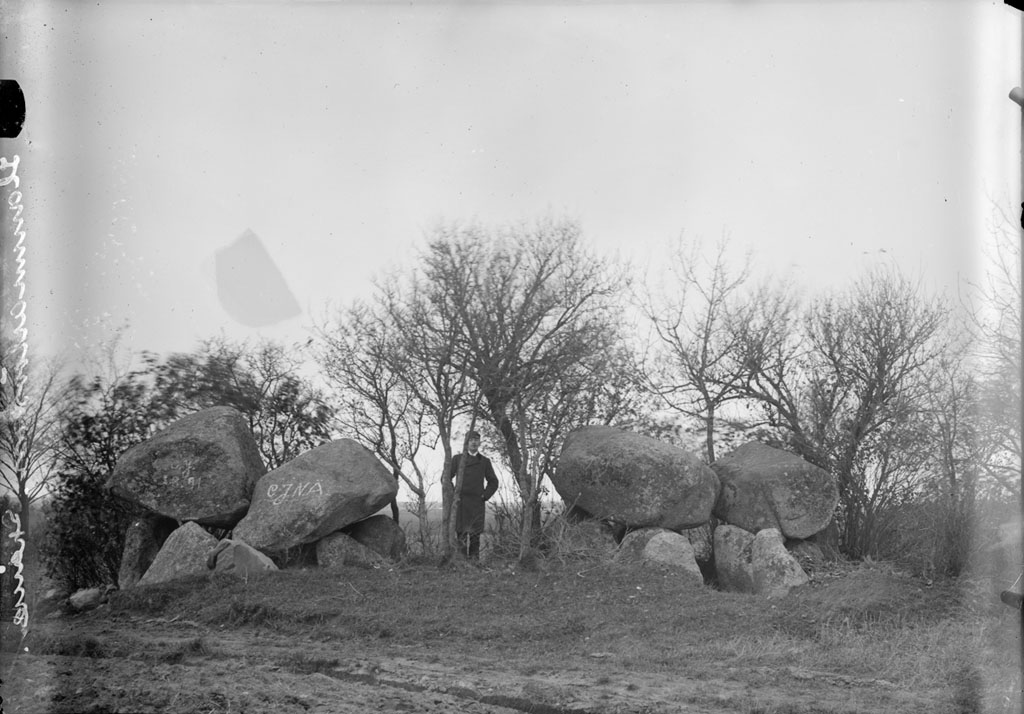
Vergleichsfoto

- Hans Hildebrand: Sveriges medeltid. P. A. Norstedt & Söner, Stockholm 1898–1903, Band 1 (archive.org), Band 2 (archive.org), Band 3 (archive.org), Band 4.
- Oscar Almgren: Die vorrömische Eisenzeit Gotlands. Stockholm 1912.
- Oscar Montelius: Minnen från vår forntid : Orduade och beskrifna af Oscar Montelius. P. A. Norstedt & Söner, Stockholm 1917.
- Gotlands Bildsteine. Wahlström & Widstrand, Stockholm 1941.
- Birger Nerman, Agneta Andersson-Lundström: Die Vendelzeit Gotlands : im Auftrage der Kungl. Vitterhets historie och antikvitets Akademien, dargestellt. Almqvist och Wiksell, Stockholm 1975 (Tafelband).

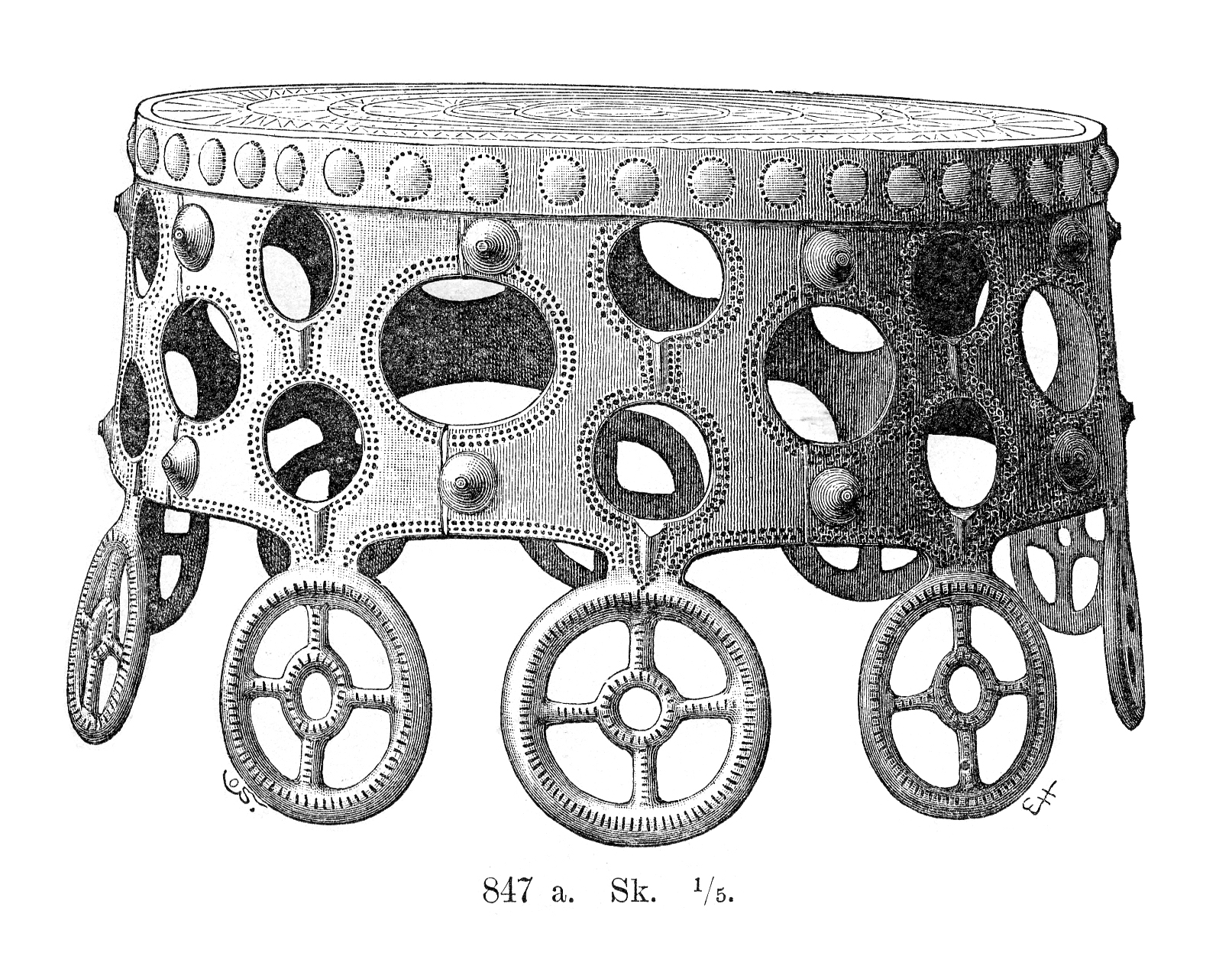
Bronzezeitliche Trommel
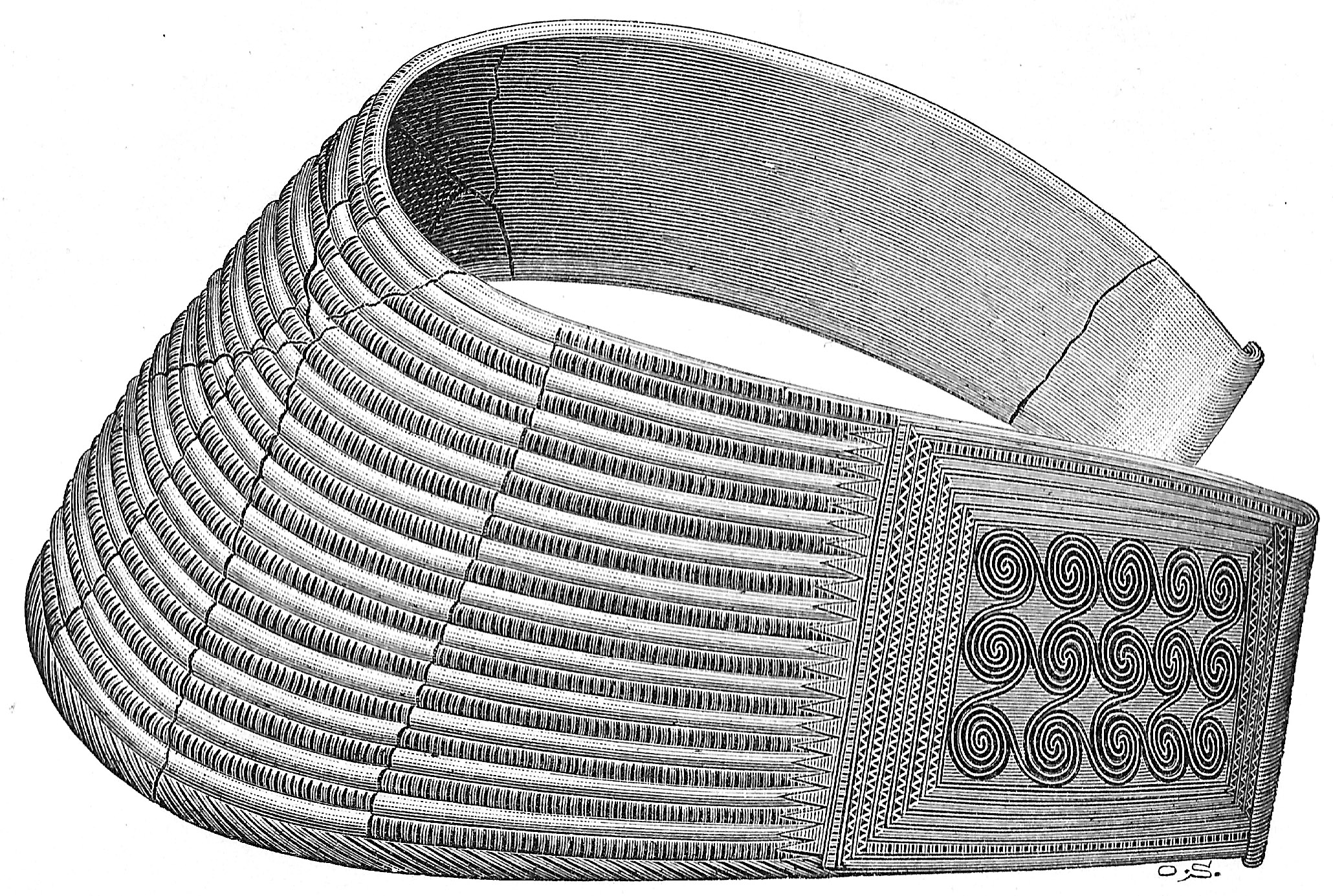
Halsschmuck (Bronze)
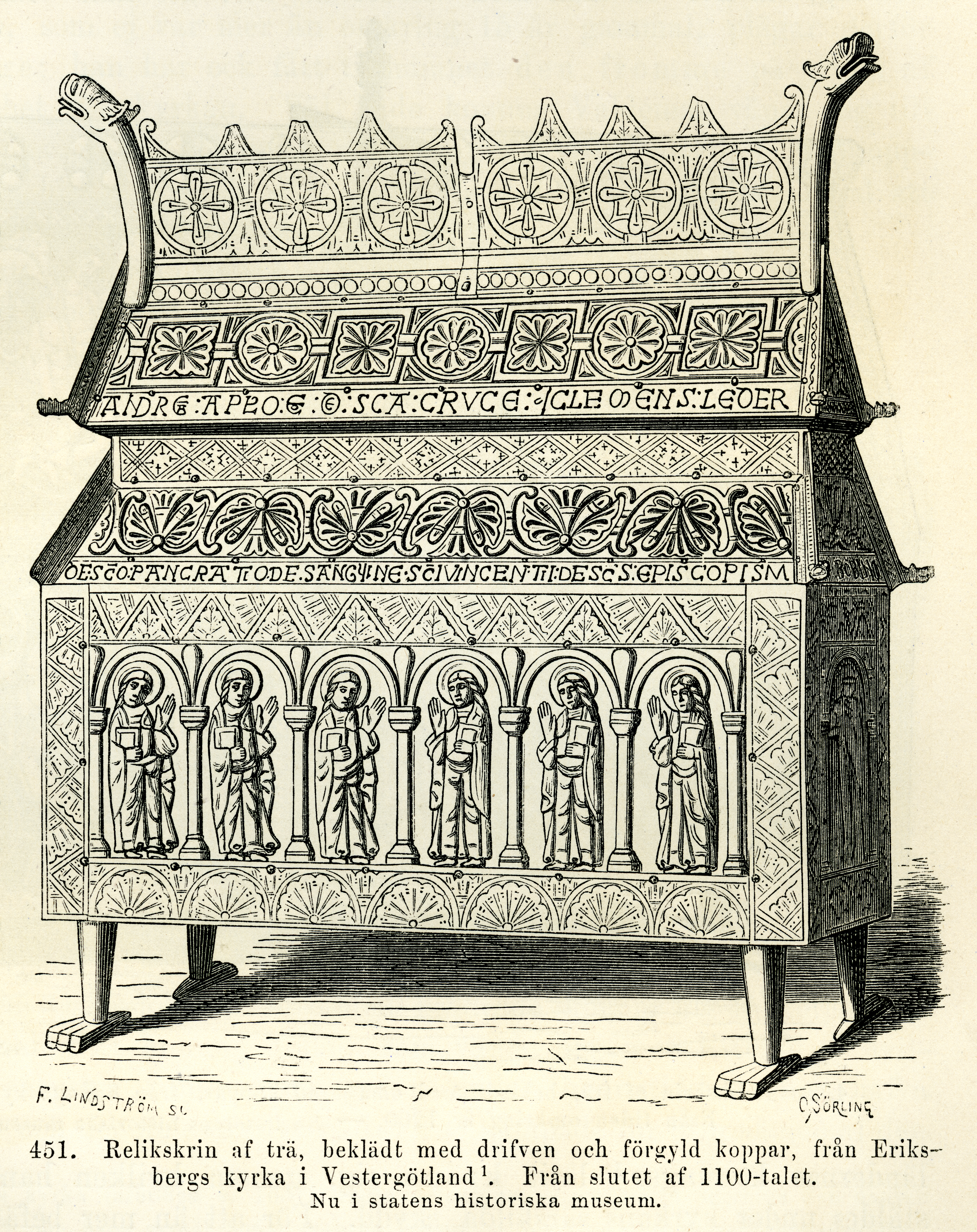
Reliquiar Eriksberg Kirche
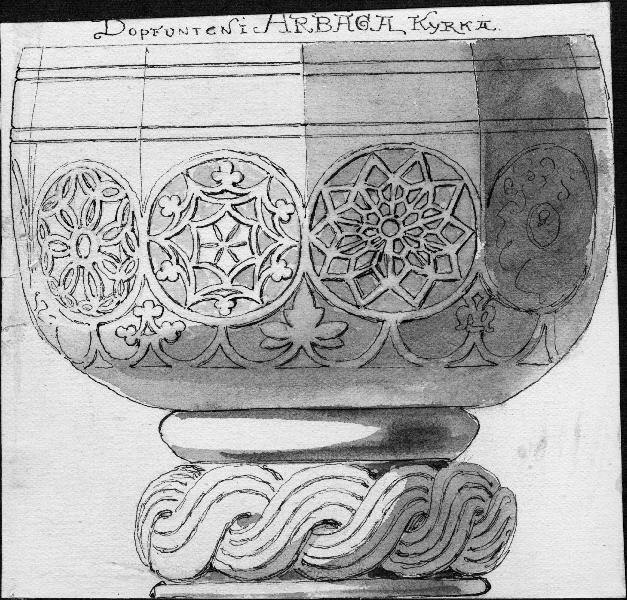
Taufbecken aus Stein